# Гюйс

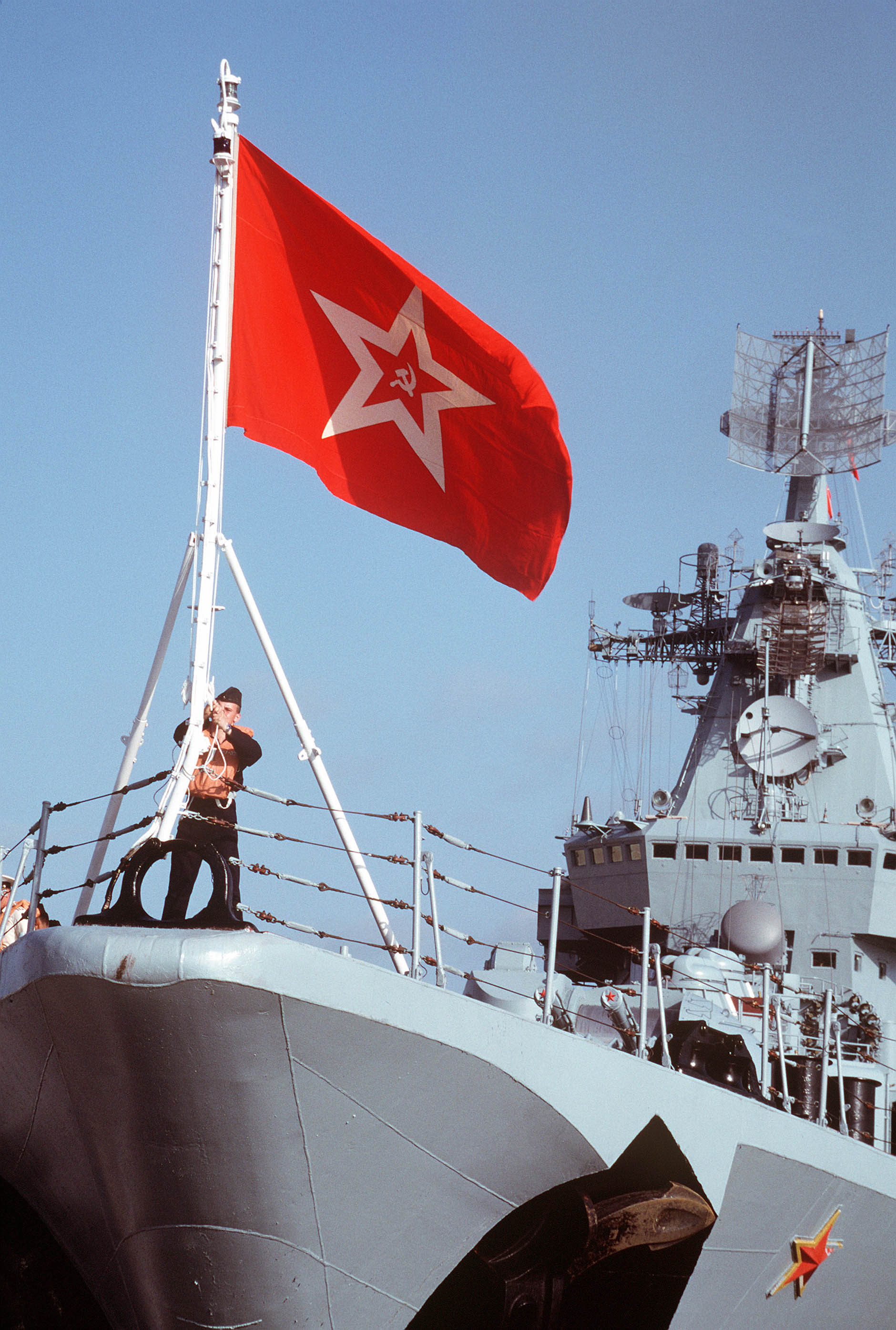
Гюйс-шток с гюйсом ВМФ СССР, на ракетном крейсере «Маршал Устинов»

Гюйс (от нидерл. geus — гёз — нарицательное название носового флага морских гёзов) — носовой флаг корабля или судна, который наряду с государственным, гражданским, торговым или военно-морским флагами обозначает государственную принадлежность кораблей и судов.
Во флотах некоторых стран называют также «бушпритный флаг», так как первоначально поднимали на бушприте на специальном флагштоке, именуемом «гюйсшток». В настоящее время поднимают на баке корабля.
В различных государствах установлен разный порядок применения и предназначение гюйса.
Так, например, гюйс, в основном, является принадлежностью только военных кораблей. Однако, в некоторых странах используют «гражданский гюйс» — специальный носовой флаг на различных гражданских судах.
Кроме того, в некоторых государствах гюйс поднимают на морских (приморских) крепостях и других береговых объектах, в связи с чем имеет в этих странах и другое наименование «крепостной флаг» («флаг морских крепостей», что отражено в нормативных актах — «гюйс и крепостной флаг», «гюйс или крепостной флаг», см. ниже). В связи с этим гюйс имеет и ещё одно неофициальное название «стояночный флаг», так как служит, в основном, для обозначения неподвижных военно-морских объектов (как соответствующих кораблей, так и крепостей).
Однако, ранее гюйс поднимали как на стоянке, так и в море на ходу (в Российской империи до 1820 года).

## История

Гюйс военных кораблей союза Англии и Шотландии (1634—1707)

Шотландский вариант гюйса военных кораблей союза Англии и Шотландии (1634—1707)

В истории средневекового мореплавания носовой (бушпритный) флаг обозначал порт приписки корабля. Русское название «гюйс» происходит от нидерл. geus — названия, введённого гёзами для носовых флагов своих кораблей в период Нидерландской революции (1566—1609). Именно так прочитал Петр Великий это голландское слово (переводится как «нищий» — такое прозвище дали правящие представители Испании бедным фламандским дворянам, требовавшим равноправия с ними). В других языках название носового флага военных кораблей звучит иначе.
Первое сообщение о «гюйсе принца Оранского» (нидерл. Prinsengeus) относится к сражению гёзов с испанцами у городка Ден-Брил 1 апреля 1572 года, когда он стал первым городом, освобожденным гёзами от власти испанцев. Каким был первый гюйс, документальных данных не сохранилось, но в 1590 году он описывался как полотнище, состоящее из трёх горизонтальных равновеликих полос — оранжевой, белой и синей (в родовых цветах Оранского дома, из которого происходил принц Вильгельм I Оранский), каким позже стал флаг Нидерландов
Одним из наиболее известных гюйсов в истории был в 1634—1707 годах предшественник современного флага Великобритании. В 1603 году король Шотландии Яков VI унаследовал престол Англии и стал английским королём под именем Якова I. При этом союз между Англией и Шотландией носил характер личной унии, и они оставались независимыми государствами. 12 апреля 1606 года был утверждён флаг союза Англии и Шотландии: на шотландский флаг святого Андрея (белый косой крест на синем полотнище) был наложен красный прямой крест с белой каймой из английского флага святого Георгия (красный прямой крест на белом полотнище). Первоначально флаг использовался в качестве кормового (англ. Ensign) как военными, так и торговыми кораблями обеих стран. 5 мая 1634 года король Карл I ограничил использование союзного флага в качестве кормового только королевским кораблём и этот флаг было предписано использовать только военным судам в качестве гюйса — отсюда и его обиходное наименование «Юнион Джэк» (англ. Union Jack) — «союзный гюйс», в то время как торговые корабли должны были нести кормовые флаги святого Георга (английские) или святого Андрея (шотландские). В Шотландии имел некоторое распространение национальный вариант гюйса военных кораблей, на котором белый косой крест святого Андрея располагался поверх красного прямого английского креста святого Георгия. После принятия в 1707 году Акта об Унии, объединившего оба королевства в Соединенное Королевство Великобритании и Ирландии, объединённый флаг стал флагом нового государства.

## Гражданский гюйс

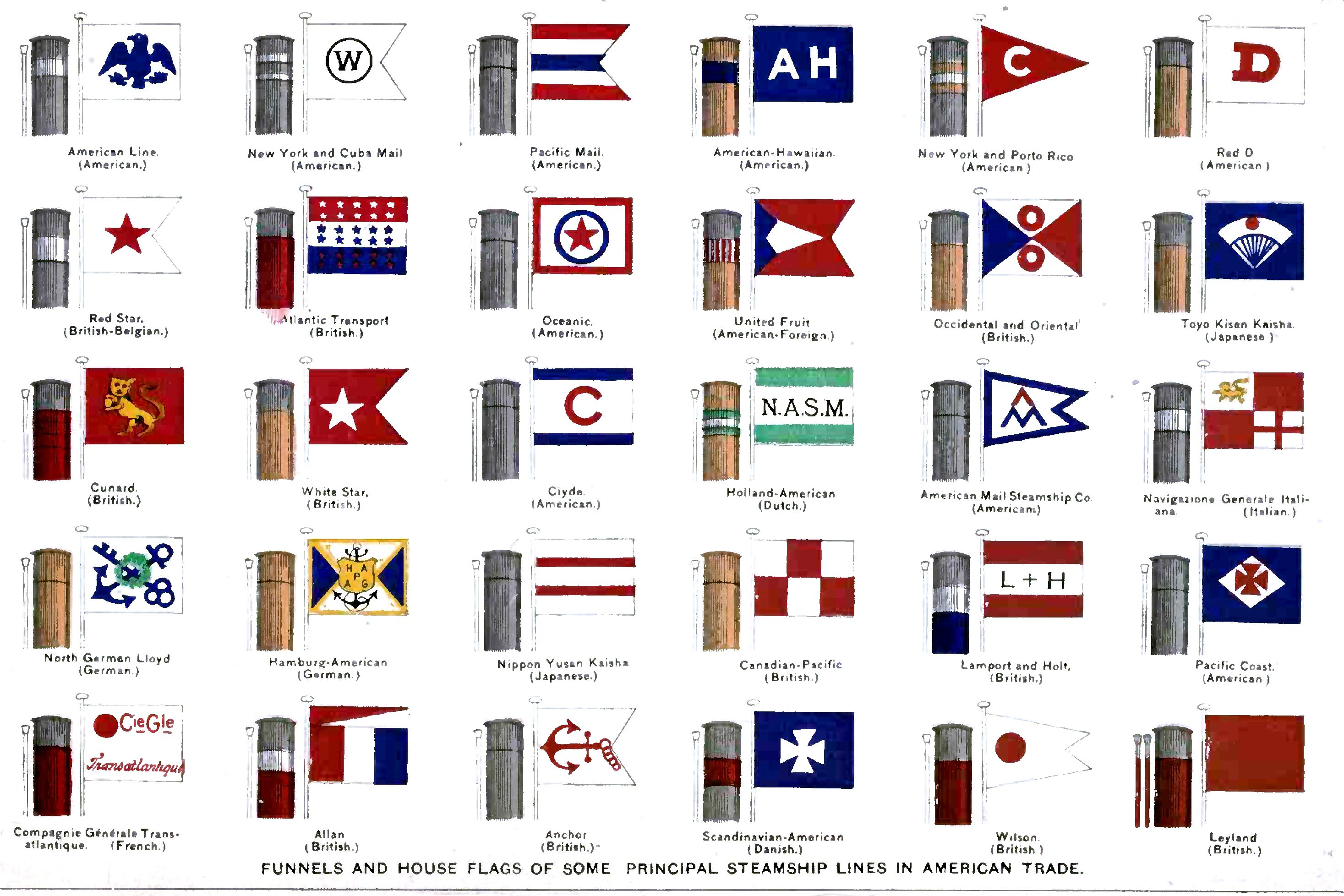
Некоторые флаги коммерческих пароходных компаний, 1900г. (первоначально поднимались на главной мачте, впоследствии — на гюйс-штоке)

Обычно в этом качестве применяются национальные флаги государств. В мире только в двух странах официально установлено применение гражданских гюйсов иного рисунка. Это Великобритания и Багамские острова, как показано ниже. В Швеции в данном качестве применяются флаги регионов.
Первоначально носовой флаг в виде британского флага с широкой белой каймой не позиционировался как «гражданский гюйс» (англ. «Civil jack») — это был служебный флаг, введенный в 1823 году. В изданной в 1855 году книге, предназначенной для британских консулов, говорится, что такой флаг поднимает лоцман (англ. "pilot") на судне, на котором он осуществляет лоцманскую проводку и в связи с этим данный флаг получил название лоцманский гюйс — "Pilot jack".
В 1970 году лоцманский гюйс перестал быть знаком лоцмана, но ссылки на него не были удалены из действующего британского Акта «О торговом мореплавании» и закон с юридической точки зрения позволял интерпретировать его, как флаг, который может быть поднят на торговом судне в качестве гюйса, если это необходимо. 
В настоящее время многие гражданские суда, приписанные к портам Великобритании, используют окаймленный широкой белой каймой флаг Великобритании в качестве гюйса без какого-либо официального противодействия.
В Нидерландах, также применяется, хотя официально и не утвержден, гражданский гюйс, имеющий несколько неофициальных названий — гюйс для прогулочных судов (Geus voor pleziervaart), одинарный Принсенгёз (Enkele Prinsengeus) или просто — гюйсик (Geusje).
Кроме того, в тех случаях, когда это разрешено национальным законодательством, а также предусмотрено правилами некоторых судоходных компаний, вместо гюйса иногда официально употребляются флаги компаний, портов приписки или иные флаги.

## Гюйс в России

Гюйс кораблей 1 и 2 рангов ВМФ России и морских крепостей

Гюйс и крепостной флаг Российской Федерации представляет собой красное полотнище с белым вертикальным крестом, на которое наложен синий диагональный крест, окантованный белой полосой.
Отношение ширины флага к длине — один к полутора, ширины голубой полосы к длине флага — 1/10.
Отношение ширины белой полосы вертикального креста к ширине полотнища — 1/20, белой окантовки диагонального креста — 1/40.
Согласно статье 628 Корабельного устава ВМФ РФ:

«Гюйс, поднятый на корабле, обозначает, что корабль принадлежит к 1 или 2 рангу. Гюйс поднимается на гюйс-штоке во время стоянки корабля на якоре (бочке, швартовах). Гюйс поднимается и спускается одновременно с подъемом и спуском Военно-морского флага.
Гюйс также поднимается на мачтах береговых салютных пунктов при производстве салютов»

В Военно-Морском флоте Российской Федерации поднимается ежедневно на носу (на баке) кораблей (в том числе, и на подводных лодках), одновременно с кормовым флагом, обычно, с 8 часов утра и до захода солнца.
Отдельный гюйс утверждён для кораблей 1 и 2 рангов пограничных органов РФ. Согласно Указу Президента РФ от 1 сентября 2008 года № 1278 он представляет собой:

Гюйс кораблей 1 и 2 рангов пограничных органов, с 2008 г.

Красное прямоугольное полотнище, перекрещённое прямым белым крестом и наложенным на него синим диагональным (Андреевским) крестом с белой каймой.
Отношение ширины гюйса к его длине — два к трём. Отношение ширины концов диагонального креста к длине гюйса — один к десяти. Отношение ширины концов прямого креста к ширине гюйса — один к двадцати. Отношение ширины белой каймы диагонального креста к ширине диагонального креста — один к двум.

Пропорции и цвет диагонального креста соответствуют Военно-морскому флагу Российской Федерации, но в отличие от гюйса Военно-Морского Флота, ширина белой окантовки диагонального креста в три раза больше.

## Галерея

### Гражданские варианты

Гражданский гюйс Содружества Багамских Островов
Гюйс Британского торгового флота
Гражданский гюйс Великобритании (Pilot Jack)
Италия
Неофициальный гражданский гюйс, Нидерланды (одинарный Принсенгёз нидерл. Enkele Prinsengeus)

### Военно-морские варианты

Великобритания
Италия
Нидерланды, с 1931[19] (двойной Принсенгёз нидерл. Dubbele Prinsengeus)[20]
Австралия
Алжир
Аргентина
Бельгия
Болгария
Боливия
Бразилия
Венесуэла
Германия
Дания
Доминиканская республика
Египет
Грузия
Греция
Индонезия
Иран
Ирландия
Испания
Камбоджа
Канада (вспомогательный)
Колумбия
КНР
Куба
Латвия
Либерия
Литва
Мальта
Марокко
Мексика
Намибия
Норвегия
Пакистан
Панама
Папуа-Новая Гвинея
Парагвай
Перу
Польша
Португалия
Румыния
Россия
Саудовская Аравия
Сингапур
Словения
США
Таиланд
Тайвань
Украина
Уругвай
Филиппины
Финляндия
Хорватия
Черногория
Чили
Швеция
Эквадор
Эстония
Южная Корея

### Исторические

Австро-Венгрия, Кригсмарине (1894—1918)
Австрия (1936—1938)
Аргентина (1818—1820)[21]
Германская империя (1903—1918)
Германия, Веймарская республика (1918—1933)
Германия, нацистская Германия (1933—1935)
Германия (1935—1945)
Иран (1926—1974)
Королевство Италия (1879—1900)
Королевство Италия (1900—1946)
КША (1861—1865)
Литва (1927—1940)
Португалия (1828—1833)
Португалия (1833—1910)
Румыния (1995—1998)
Социалистическая Республика Румыния (1954—1965)
Социалистическая Республика Румыния (1966—1989)
Союзная Республика Югославия (1992—2003)
Сербия и Черногория (2003—2006)
Сиам (1881—1917)
СССР (1924—1932)
СССР(1932—1992)
СФРЮ (1956—1963)
СФРЮ (1963—1993)
США (1912—1959)
США (1960—2002)
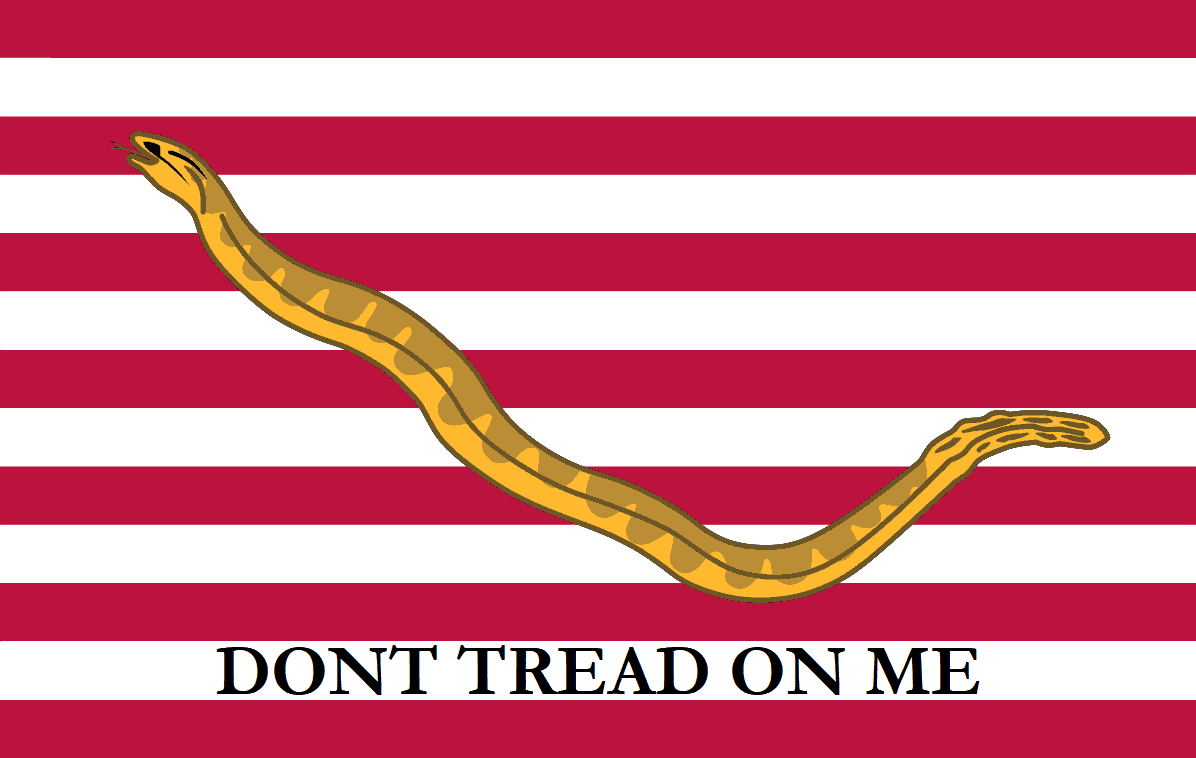
США (1975—1976)
США (2002—2019)
Украина (1992—1995)
Хорватия (1944—1945)